# Phường 3, Sa Đéc
Phường 3 là một phường thuộc thành phố Sa Đéc, tỉnh Đồng Tháp, Việt Nam.

## Địa lý
Phường 3 nằm ở phía đông thành phố Sa Đéc, có vị trí địa lý:
- Phía đông giáp huyện Cao Lãnh và Phường 4
- Phía tây và phía nam giáp Phường 1
- Phía bắc giáp phường Tân Quy Đông

Phường 3 có diện tích 1,46 km², dân số năm 1999 là 9.611 người, mật độ dân số đạt 6.583 người/km².

## Hành chính
Phường 3 được chia thành 3 khóm: 1, 2, 3.

## Lịch sử
Địa bàn Phường 3 trước đây thuộc xã Tân Quy Đông, thị xã Sa Đéc.
Ngày 10 tháng 9 năm 1981, Hội đồng Bộ trưởng ban hành Quyết định 62-HĐBT về việc thành lập Phường 3 trên cơ sở tách ấp Tân Long thuộc xã Tân Quy Đông.
Sau khi thành lập, Phường 3 có 3 khóm: 1, 2, 3.
Ngày 14 tháng 10 năm 2013, Chính phủ ban hành Nghị quyết số 113/NQ-CP về việc thành lập thành phố Sa Đéc thuộc tỉnh Đồng Tháp. Phường 3 trực thuộc thành phố Sa Đéc.